# Наполеон Динамит
«Наполео́н Динами́т» (англ. Napoleon Dynamite) — независимый американский художественный фильм в жанре комедии режиссёра Джареда Хесса, вышедший в 2004 году. Сценарий был написан Хессом совместно с его женой Джерушей, помогавшей также и с режиссурой. Джон Хидер исполнил главную роль школьника старших классов Наполеона Динамита. Эта картина — первая полнометражная работа Джареда Хесса, созданная на основе одной из его ранних короткометражных лент Peluca.
«Наполеон Динамит» был снят в Престоне (Айдахо) летом 2003 года. Премьера состоялась на кинофестивале «Сандэнс» в январе 2004 года, а выход картины в широкий прокат произошёл в августе того же года. Бюджет фильма составил всего 400 000 $, сборы же в США — более 44 500 000 $. Фильм выделяется нестандартным юмором и вызвал широкий резонанс среди критиков и зрителей, получив в различных рецензиях оценки от предельно низких до высоких. Фильм стал культовым и занял 14-е место в списке 100 самых смешных фильмов Bravo.

## Сюжет
Наполеон Динамит — школьный изгой во всех смыслах этого слова. Больше интересующийся игрой в тетербол сам с собой и рисованием своего любимого животного лигра, Наполеон игнорируется всеми жителями его маленького городка Престон в штате Айдахо. Дома дела обстоят ненамного лучше. Его брат Кип, занятый лишь общением по Интернету, и дядя Рико с его невероятным самомнением слишком заняты своими увлечениями и проектами, чтобы уделять Наполеону своё время. Это продолжается до тех пор, пока в школе не появляется новый ученик Педро.
Педро хочет пригласить популярную в школе девушку по имени Саммер на школьные танцы и дарит ей торт. Однако та отказывает ему. Вскоре Педро решает баллотироваться в старосты класса и вступает в отчаянную борьбу с Саммер. Наполеон всеми силами помогает другу одержать победу на выборах.

## В ролях
| Актёр         | Роль             |
| ------------- | ---------------- |
| Джон Хидер    | Наполеон Динамит |
| Джон Гриз     | дядя Рико        |
| Аарон Руэлл   | Кип Динамит      |
| Эфрен Рамирез | Педро            |
| Дидрих Бадер  | Рекс             |
| Тина Мажорино | Дэб              |
| Сэнди Мартин  | бабушка          |
| Хейли Дафф    | Саммер           |

## Награды и номинации
- 2004 — участие в конкурсной программе кинофестиваля «Санденс».
- 2005 — две номинации на премию «Независимый дух»: лучший дебютный фильм (Джаред Хесс), лучший актёр второго плана (Джон Гриз).
- 2005 — три премии MTV Movie Awards: лучший фильм, прорыв года (Джон Хидер), лучший музыкальный момент (Джон Хидер за танец на выборах).
- 2005 — премия «Спутник» за лучшую музыку (Джон Суайхарт), а также номинация в категории «лучший фильм — комедия или мюзикл».
- 2006 — номинация на премию «Грэмми» за лучший альбом-компиляцию для кино или телевидения.

## Факты
- Сотрудники компании Netflix утверждают, что «Наполеон Динамит» — один из немногих фильмов, зрительскую реакцию на которые крайне сложно предсказывать. Их система запоминает, какие фильмы понравились конкретному зрителю в прошлом. В случае «Наполеона» эта статистика не помогает: нельзя спрогнозировать, понравится фильм человеку или нет[4].
- Модель обуви главного героя относится к далёким 1970-м и носит то же название что и фильм — Napoleon Dynamite Moon Boots.
- За роль в фильме Джон Хидер получил всего лишь 1000 $ гонорара, в то время как фильм заработал более 40 000 000 $[5].
- Съёмки длились 23 дня[6].